# De syv søstre (vin)
 For alternative betydninger, se De syv søstre. (Se også artikler, som begynder med De syv søstre)
De syv søstre er de syv bedste druesorter fra Alsace:
Grønne:
- Riesling – kaldes også kongen af Alsace
- Gewürztraminer – kaldes dronningen af Alsace
- Muscat
- Sylvaner
- Pinot Blanc
- Pinot Gris

Rød:
- pinot Noir.

grand cru druerne i Alsace:
- Riesling
- Gewürtraminer
- Muscat
- Pinot Gris
- Sylvaner. (NB! kun Grand Cru, hvis den dyrkes i Zotzenberg)

Der er også tre hjælpedruer i Alsace : Chardonnay, Chasselas og Auxerrious.
| Vin og vindruer | Spire Denne artikel om vin eller vindruer er en spire som bør udbygges. Du er velkommen til at hjælpe Wikipedia ved at udvide den. |